# Hans-Peter Pandur
Hans-Peter Pandur (ur. 23 maja 1958 roku w Heidenheim, zm. 24 sierpnia 2010 roku w Los Angeles) – francuski kierowca wyścigowy pochodzenia niemieckiego.

## Kariera
Pandur rozpoczął karierę w międzynarodowych wyścigach samochodowych w 1981 roku od startów w VW Castrol Europa Pokal. Z dorobkiem dwunastu punktów uplasował się na czternastej pozycji w klasyfikacji generalnej. W późniejszych latach pojawiał się także w stawce Niemieckiej Formuły 3, Europejskiej Formuły 3, Europejskiej Formuły 2 oraz Amerykańskiej Formuły Super Vee.
W Europejskiej Formule 2 Francuz wystartował w dwóch wyścigach sezonu 1984 z ekipami Team JPL oraz Martini Racing/Oreca. Pierwszego wyścigu nie ukończył, a w drugim był ósmy. Został sklasyfikowany na osiemnastym miejscu w klasyfikacji końcowej kierowców.